# Liste des gouverneurs généraux des Indes
Le poste de gouverneur général du Bengale est créé en 1774. En 1833, il devient le gouverneur général des Indes puis reçoit, en 1858, le titre de vice-roi des Indes. À l'indépendance du Raj britannique en 1947, il devient gouverneur général du dominion de l'Inde jusqu'à ce que le pays devienne une république en 1950.

## Compagnie des Indes orientales
|                                                          | Nom (naissance–mort)                                     | Image                                                    | Prise de fonction                                        | Fin                                                      | Nommé par                                                |
| Gouverneurs de la présidence de Fort William (1774–1833) | Gouverneurs de la présidence de Fort William (1774–1833) | Gouverneurs de la présidence de Fort William (1774–1833) | Gouverneurs de la présidence de Fort William (1774–1833) | Gouverneurs de la présidence de Fort William (1774–1833) | Gouverneurs de la présidence de Fort William (1774–1833) |
| -------------------------------------------------------- | -------------------------------------------------------- | -------------------------------------------------------- | -------------------------------------------------------- | -------------------------------------------------------- | -------------------------------------------------------- |
| 1                                                        | Warren Hastings (1732–1818)                              |                                                          | 20 octobre 1773                                          | 1er février 1785                                         | Compagnie des Indes orientales                           |
| 2                                                        | Sir John Macpherson (intérim) (1745–1821)                |                                                          | 1er février 1785                                         | 12 septembre 1786                                        | Compagnie des Indes orientales                           |
| 3                                                        | Comte Cornwallis (1738–1805)                             |                                                          | 12 septembre 1786                                        | 28 octobre 1793                                          | Compagnie des Indes orientales                           |
| 4                                                        | Sir John Shore (1751–1834)                               |                                                          | 28 octobre 1793                                          | 18 mars 1798                                             | Compagnie des Indes orientales                           |
| 5                                                        | Sir Alured Clarke (intérim) (1744–1832)                  |                                                          | 18 mars 1798                                             | 18 mai 1798                                              | Compagnie des Indes orientales                           |
| 6                                                        | Marquis de Wellesley (1760–1842)                         |                                                          | 18 mai 1798                                              | 30 juillet 1805                                          | Compagnie des Indes orientales                           |
| 7                                                        | Marquis de Cornwallis (1738–1805)                        |                                                          | 30 juillet 1805                                          | 5 octobre 1805                                           | Compagnie des Indes orientales                           |
| 8                                                        | Sir George Barlow (intérim) (1762–1847)                  |                                                          | 10 octobre 1805                                          | 31 juillet 1807                                          | Compagnie des Indes orientales                           |
| 9                                                        | Lord Minto (1751–1814)                                   |                                                          | 31 juillet 1807                                          | 4 octobre 1813                                           | Compagnie des Indes orientales                           |
| 10                                                       | Marquis de Hastings (1754–1826)                          |                                                          | 4 octobre 1813                                           | 9 janvier 1823                                           | Compagnie des Indes orientales                           |
| 11                                                       | John Adam (intérim) (1779–1825)                          |                                                          | 9 janvier 1823                                           | 1er août 1823                                            | Compagnie des Indes orientales                           |
| 12                                                       | Lord Amherst (1773–1857)                                 |                                                          | 1er août 1823                                            | 13 mars 1828                                             | Compagnie des Indes orientales                           |
| 13                                                       | William Butterworth Bayley (intérim) (1782–1860)         |                                                          | 13 mars 1828                                             | 4 juillet 1828                                           | Compagnie des Indes orientales                           |
| 14                                                       | Lord William Bentinck (1774–1839)                        |                                                          | 4 juillet 1828                                           | 1833                                                     | Compagnie des Indes orientales                           |
| Gouverneurs généraux des Indes (1833–1858)               |                                                          |                                                          |                                                          |                                                          |                                                          |
| —                                                        | Lord William Bentinck (1774–1839)                        |                                                          | 1833                                                     | 20 mars 1835                                             | Compagnie des Indes orientales                           |
| 15                                                       | Sir Charles Metcalfe (intérim) (1785–1846)               |                                                          | 20 mars 1835                                             | 4 mars 1836                                              | Compagnie des Indes orientales                           |
| 16                                                       | Lord Auckland (1784–1849)                                |                                                          | 4 mars 1836                                              | 28 février 1842                                          | Compagnie des Indes orientales                           |
| 17                                                       | Lord Ellenborough (1790–1871)                            |                                                          | 28 février 1842                                          | juin 1844                                                | Compagnie des Indes orientales                           |
| 18                                                       | William Wilberforce Bird (intérim) (1784–1857)           |                                                          | juin 1844                                                | 23 juillet 1844                                          | Compagnie des Indes orientales                           |
| 19                                                       | Sir Henry Hardinge (1785–1856)                           |                                                          | 23 juillet 1844                                          | 12 janvier 1848                                          | Compagnie des Indes orientales                           |
| 20                                                       | Marquis de Dalhousie (1812–1860)                         |                                                          | 12 janvier 1848                                          | 28 février 1856                                          | Compagnie des Indes orientales                           |
| 21                                                       | Vicomte Canning (1812–1862)                              |                                                          | 28 février 1856                                          | 1er novembre 1858                                        | Compagnie des Indes orientales                           |

## Raj britannique
|                                                         | Nom (naissance–mort)                        | Image | Prise de fonction | Fin              | Nommé par    |
| ------------------------------------------------------- | ------------------------------------------- | ----- | ----------------- | ---------------- | ------------ |
| Gouverneurs généraux et vice-rois des Indes (1858–1947) |                                             |       |                   |                  |              |
| —                                                       | Comte Canning (1812–1862)                   |       | 1er novembre 1858 | 21 mars 1862     | Victoria     |
| 22                                                      | Comte d'Elgin (1811–1863)                   |       | 21 mars 1862      | 20 novembre 1863 | Victoria     |
| 23                                                      | Sir Robert Napier (intérim) (1810–1890)     |       | 21 novembre 1863  | 2 décembre 1863  | Victoria     |
| 24                                                      | Sir William Denison (intérim) (1804–1871)   |       | 2 décembre 1863   | 12 janvier 1864  | Victoria     |
| 25                                                      | Sir John Lawrence (1811–1879)               |       | 12 janvier 1864   | 12 janvier 1869  | Victoria     |
| 26                                                      | Comte de Mayo (1822–1872)                   |       | 12 janvier 1869   | 8 février 1872   | Victoria     |
| 27                                                      | Sir John Strachey (intérim) (1823–1907)     |       | 9 février 1872    | 23 février 1872  | Victoria     |
| 28                                                      | Lord Napier (intérim) (1819–1898)           |       | 24 février 1872   | 3 May 1872       | Victoria     |
| 29                                                      | Lord Northbrook (1826–1904)                 |       | 3 mai 1872        | 12 avril 1876    | Victoria     |
| 30                                                      | Lord Lytton (1831–1891)                     |       | 12 avril 1876     | 8 juin 1880      | Victoria     |
| 31                                                      | Marquis de Ripon (1827–1909)                |       | 8 juin 1880       | 13 décembre 1884 | Victoria     |
| 32                                                      | Comte de Dufferin (1826–1902)               |       | 13 décembre 1884  | 10 décembre 1888 | Victoria     |
| 33                                                      | Marquis de Lansdowne (1845–1927)            |       | 10 décembre 1888  | 11 octobre 1894  | Victoria     |
| 34                                                      | Comte d'Elgin (1849–1917)                   |       | 11 octobre 1894   | 6 janvier 1899   | Victoria     |
| 35                                                      | Lord Curzon de Kedleston (1859–1925)        |       | 6 janvier 1899    | 18 novembre 1905 | Victoria     |
| 36                                                      | Comte de Minto (1845–1914)                  |       | 18 novembre 1905  | 23 novembre 1910 | Édouard VII  |
| 37                                                      | Lord Hardinge de Penshurst (1858–1944)      |       | 23 novembre 1910  | 4 avril 1916     | George V     |
| 38                                                      | Lord Chelmsford (1868–1933)                 |       | 4 avril 1916      | 2 avril 1921     | George V     |
| 39                                                      | Comte de Reading (1860–1935)                |       | 2 avril 1921      | 3 avril 1926     | George V     |
| 40                                                      | Lord Irwin (1881–1959)                      |       | 3 avril 1926      | 18 avril 1931    | George V     |
| 41                                                      | Comte de Willingdon (1866–1941)             |       | 18 avril 1931     | 18 avril 1936    | George V     |
| 42                                                      | Marquis de Linlithgow (1887–1952)           |       | 18 avril 1936     | 1er octobre 1943 | Édouard VIII |
| 43                                                      | Vicomte Wavell (1883–1950)                  |       | 1er octobre 1943  | 21 février 1947  | George VI    |
| 44                                                      | Vicomte Mountbatten de Birmanie (1900–1979) |       | 21 février 1947   | 15 août 1947     | George VI    |

## Dominion de l'Inde
|                                            | Nom (naissance–mort)                        | Image                                      | Prise de fonction                          | Fin                                        | Nommé par                                  |
| Gouverneurs généraux de l'Inde (1947–1950) | Gouverneurs généraux de l'Inde (1947–1950)  | Gouverneurs généraux de l'Inde (1947–1950) | Gouverneurs généraux de l'Inde (1947–1950) | Gouverneurs généraux de l'Inde (1947–1950) | Gouverneurs généraux de l'Inde (1947–1950) |
| ------------------------------------------ | ------------------------------------------- | ------------------------------------------ | ------------------------------------------ | ------------------------------------------ | ------------------------------------------ |
| —                                          | Vicomte Mountbatten de Birmanie (1900–1979) |                                            | 15 août 1947                               | 21 juin 1948                               | George VI                                  |
| 45                                         | C. Rajagopalachari (1878–1972)              |                                            | 21 juin 1948                               | 26 janvier 1950                            | George VI                                  |